# 19 mojih uspjeha
19 mojih uspjeha je prvi kompilacijski album hrvatskog glazbenika Jasmina Stavrosa koji je izašao 1993. u izdanju diskografske kuće Croatia Recordsa. Album je pop žanra.

## Popis pjesama
1. Rođaci
2. Evo mene opet
3. Ljubio sam anđela
4. Oči moje suze broje
5. Hej, da si vino
6. Kad se prijatelji rastaju
7. Maro, Marice
8. Umoran sam
9. Bila si daleko
10. Šta će mi oči te
11. Ja nisam čovjek za tebe
12. Slovenke
13. Dođi mi, praznih ruku
14. Lidija
15. Ne krivi me, sine
16. Ne tjerajte kasnog gosta
17. Dao bi' sto Amerika
18. Ženo
19. More

## Vanjske poveznice
- Diskografija
- CroArt  Arhivirana inačica izvorne stranice od 4. ožujka 2016. (Wayback Machine)